# Whose Appy Now?
Whose Appy Now? is de veertiende aflevering van het derde seizoen van de televisieserie ER, die voor het eerst werd uitgezonden op 6 februari 1997.

## Verhaal
Dr. Benton moet geopereerd worden aan zijn blindedarmontsteking, dr. Carter is de chirurg en voelt zich gelukkig met deze patiënt. 
Dr. Ross heeft een zeventienjarige patiënt met taaislijmziekte. Hij wil sterven maar is nog niet oud genoeg om een niet reanimeren verklaring te tekenen. Zijn moeder weigert dit te tekenen voor hem en dr. Ross zit hiermee in een tweestrijd, moet hij de wens van de patiënt of zijn moeder inwilligen.
Dr. Greene heeft de smaak te pakken van daten. Hij heeft nu een relatie met drie vrouwen, inclusief met dr. Nina Pomerantz. 
Nu Hathaway geschorst is moet Adems haar werkzaamheden overnemen, zij ontdekt al snel dat dit moeilijker is dan eerst gedacht.
Boulet gaat samenwerken met dr. Fischer om de bron van een stafylokokkenepidemie te vinden. 
Dr. Carter en dr. Doyle hebben hun eerste afspraakje op een schietbaan.

## Rolverdeling

### Hoofdrol
- Anthony Edwards - Dr. Mark Greene
- George Clooney - Dr. Doug Ross
- Noah Wyle - Dr. John Carter
- Eriq La Salle - Dr. Peter Benton
- Laura Innes - Dr. Kerry Weaver
- Harry Lennix - Dr. Greg Fischer
- Jorja Fox - Dr. Maggie Doyle
- CCH Pounder - Dr. Angela Hicks
- Jami Gertz - Dr. Nina Pomerantz
- Gloria Reuben - Jeanie Boulet
- Julianna Margulies - verpleegster Carol Hathaway
- Ellen Crawford - verpleegster Lydia Wright
- Yvette Freeman - verpleegster Haleh Adams
- Laura Cerón - verpleegster Chuny Marquez
- Vanessa Marquez - verpleegster Wendy Goldman
- Conni Marie Brazelton - verpleegster Connie Oligario
- Deezer D - verpleger Malik McGrath
- Dinah Lenney - verpleegster Shirley
- Emily Wagner - ambulancemedewerker Doris Pickman
- Brian Lester - ambulancemedewerker Brian Dumar
- Abraham Benrubi - Jerry Markovic

### Gastrol
- Veronica Cartwright - Norma Houston
- Caitlin Dulany - Heather Morgan
- Clea DuVall - Katie Reed
- Cynthia Lamontagne - Paula McKenzie
- Chad Lindberg - Jad Houston
- Khandi Alexander - Jackie Robbins
- Tim Bagley - Archie Papion
- Daniel Parker - Kevin
- Craig Thomas - Roger
- Perry Anzilotti - Perry

en vele andere